# Національний музей (Нью-Делі)
Національний музей в Нью-Делі — найбільший музей в Індії, що містить колекцію різноманітних археологічних знахідок, історичних артефактів та предметів мистецтва. Музей керується Міністерством Культури, частиною Уряду Індії. Він знаходиться на розі вулиць Джанпат і Маулала.